# Yavapai

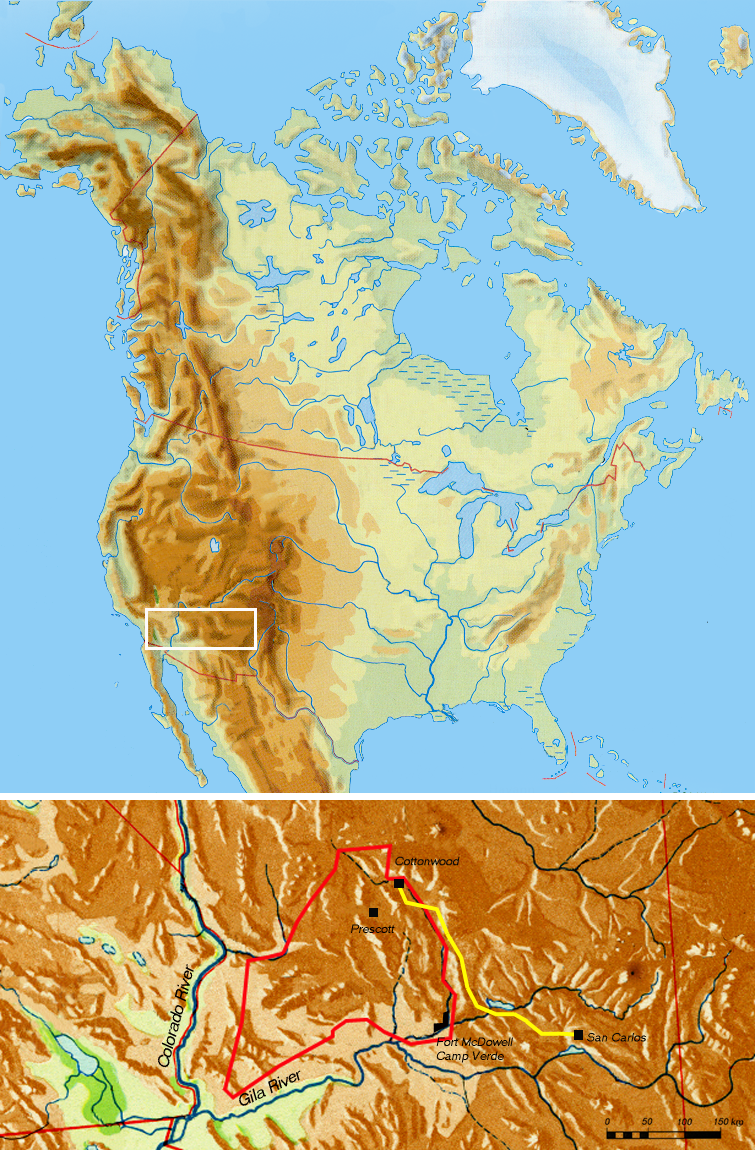
Yavapai-folkets traditionella bosättningsområde omges med röd rand. Den gula linjen anger relokationen till San Carlos-reservatet 1875.

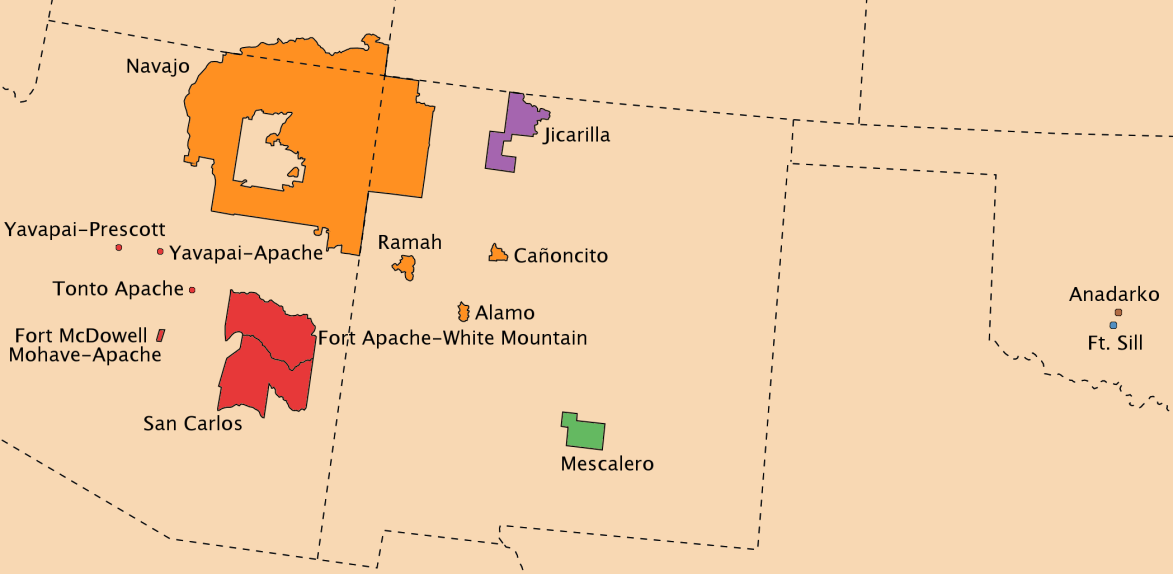
Moderna indianreservat avsatta för apacher, navahoer och yavapai.

Yavapai är en nordamerikansk urbefolkning som talar en varietet av ett Yuman-Cochimí språk, där de andra varieteterna är Walapai och Havasupai. Deras traditionella bosättningsområde var centrala och västra Arizona.

## Indianreservat
Idag bor de flesta yavapafolk på indianreservat i Arizona och tillhör följande urfolknationer: Yavapai-Apache Nation, Fort McDowell Yavapai Nation och Yavapai Prescott Indian Tribe. Ända sedan slutet av 1600-talet har Yavapai också kallats för apacher i spanska, och sedermera engelska, källor. Namnet på reservaten har föranlett många att tro att de varit befolkade med både apacher och yavapai, när det enbart handlar om reservat för de sistnämnda. Namnet Apache-Mohave användes tidigare som en beteckning för yavapaifolket.

## Demografi
De historiska befolkningstal som finns för yavapaifolket är från perioder när de var drabbade av krig, sjukdomar och intrång av nybyggare. Under 1860- och 70-talen fanns det omkring 1,500 - 2,000 yavapai. Reservatslivet drabbade sedan yavapai genom undernäring och epidemiska sjukdomar. År 1906 rapporterades att det fanns 595 yavapaifolket. Under 1900-talet dog många av tuberkulos och många föll också offer för spanska sjukan 1918. Det var inte förrän på 1960-talet som yavapai började bli flera. År 1978 rapporterades att 883 yavapaifolket bodde på reservaten.
Vid folkräkningen 2000 rapporterades följande helt eller delvis etniska tillhörigheter: 
- Yavapai Apache 1 076 personer.
- Fort McDowell Mohave-Apache Community 154 personer.
- Yavapai-Prescott Tribe of the Yavapai Reservation 1 003 personer.